# 372 aC
El 372 aC va ser un any del calendari romà prejulià. En aquell temps, era conegut com a quart any sense tribunat ni consolat (o, més rarament, any 382 ab urbe condita). L'ús del nom «372 aC» per referir-se a aquest any es remunta a l'alta edat mitjana, quan el sistema Anno Domini va ser el mètode de numeració dels anys més comú a Europa.

## Esdeveniments

### Antiga Grècia
- Ifícrates el Vell, general atenès, que havia estat enviat l'any anterior (373 aC) a lluitar contra el general espartà Mnàsip de Còrcira, juntament amb Cal·lístrat i Càbries, substituint a Timoteu, desembarca a Cefal·lènia, on s'assabenta de la mort de Mnàsip. Es dirigeix a Còrcira on desembarca i derrota les forces que havia enviat Dionisi tirà de Siracusa.[2]
- Tebes destrueix altre cop les muralles de Tèspies i malmeten seriosament la ciutat.[3] La primera destrucció va ser l'any 423 aC.[4]

### Antiga Roma
- Aquest any, com els tres anteriors, (375 aC, 374 aC i 373 aC) i fins al 370 aC no hi va haver magistrats curuls. Els tribuns de la plebs Gai Licini Calvus Estoló i Luci Sexti Sextí Laterà van presentar unes propostes legislatives favorable als plebeus, les Lleis Liciniae-Sextiae, que van trobar una resistència violenta per part dels patricis. Aquests, amb la col·laboració d'altres tribuns de la plebs, van aconseguir oposar-se a les propostes dels dos tribuns, Licini i Sexti, que, en represàlia per les polítiques conservadores dels patricis i utilitzant el dret de veto que tenien els tribuns plebeus, van impedir, durant cinc anys consecutius, l'elecció dels tribuns consulars. Van ser tribuns de la plebs des del 376 aC fins al 367 aC.[5]

## Naixements
- Teofrast, filòsof grec (data aproximada).[6]

## Necrològiques
- Mnàsip, general espartà, que l'any anterior havia estat enviat a Còrcira per recuperar l'illa que havien conquerit els atenencs, va assolar l'illa, i va bloquejar la ciutat per terra i per mar. Aquest any, veient que tenia la victòria assegurada, despatxa part dels seus mercenaris i reté la paga dels altres. L'exèrcit es va relaxar, algunes zones del setge queden desateses i grups de soldats campen lliurement per l'illa. Els habitants assetjats quan ho veuen surten de la ciutat, maten alguns espartans i fan un bon nombre de presoners. Mnàsip passa a l'ofensiva i ordena als seus oficials que avancin amb els mercenaris, però es neguen a lluitar si no reben la paga. Mnàsip, indignat, es mostra arrogant i colpeja als oficials. Quan es lliura la batalla a les portes de la ciutat, Mnàsip és derrotat i mort.[7][8]